# Cantonul Le Havre-4
Cantonul Le Havre-4 este un canton din arondismentul Le Havre, departamentul Seine-Maritime, regiunea Haute-Normandie, Franța.

## Comune
- Le Havre (parțial)